# Ploščad' Mužestva
Ploščad' Mužestva (in russo Площадь Мужества?, traslitterazione anglosassone: Ploschad' Muzhestva) è una stazione situata sulla Linea Kirovsko-Vyborgskaja, la Linea 1 della Metropolitana di San Pietroburgo. È stata inaugurata il 31 dicembre 1975.